# 随机分析

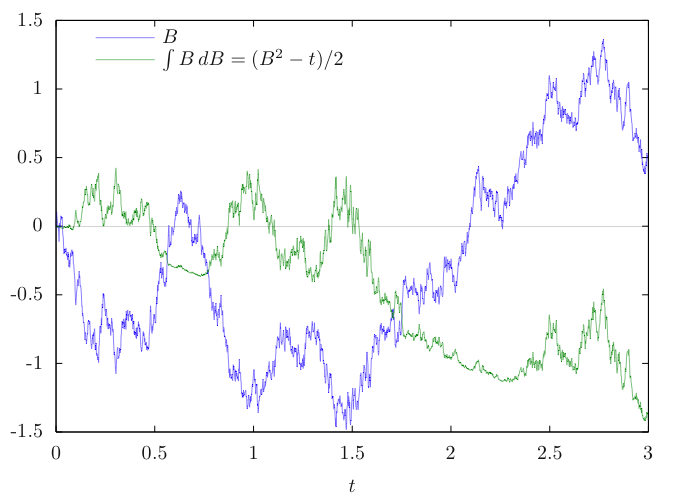
Ito Integral BdB

随机分析（stochastic calculus）是对随机过程进行运算的概率论分支，主要内容有伊藤积分、随机微分方程（又包括随机偏微分方程和倒向随机微分方程）等等。
随机性模型是指含有随机成份的模型。与确定性模型的不同可以很好地用以下例子解释：在赌场里赌大小，如果有人认为三次连开大第四次必然开小，那么此人所用的既是确定性模型。但是常识告诉我们第四次的结果并不一定与之前的结果相关联。在19世纪科学界深深地被黑天鹅效应和卡尔·波普尔的批判理性主义所影响。 所以现代自然科学都以统计与归纳法作为理论基础。大体说统计学是適用确定性模型与随机性模型作比较的一门学科。
应用随机分析的最知名的随机过程是维纳过程（得名于诺伯特·维纳），用于模拟Louis Bachelier（1900）和爱因斯坦（1905）描述的布朗运动及受随机力作用的粒子在空间的其他扩散过程。1970年代以来，维纳过程被广泛用于金融数学和经济学中，以模拟股价和债券利率随时间演化的过程。
随机分析的主要形式是伊藤积分及其变分法相对的马利阿温积分。由于技术原因，伊藤积分对一般过程最有用，但相关的随机积分在问题的表述（尤其是工科）中也经常有用。随机积分可以很容易地转化为伊藤积分，反之亦然。随机积分的主要优点是遵循通常的链式法则，不需要伊藤引理，使问题可以用不变坐标系表达，这对于在Rn以外的流形上发展随机分析非常重要。
但是，随机积分不遵循控制收敛定理；因此，若不以伊藤形式重新表达积分，就很难证明结果。

## 伊藤积分
伊藤积分是随机分析研究的核心。{\displaystyle \int H\,dX}是为半鞅X和局部有界可预测过程H定义的。

## 随机积分
半鞅{\displaystyle X}对另一个半鞅Y 的随机积分，或Fisk–Stratonovich积分可用伊藤积分表示为
{\displaystyle \int _{0}^{t}X_{s-}\circ dY_{s}:=\int _{0}^{t}X_{s-}dY_{s}+{\frac {1}{2}}\left[X,Y\right]_{t}^{c},}
其中[X, Y]tc表示X、Y的连续部分的二次协方差。代替的写法是
{\displaystyle \int _{0}^{t}X_{s}\,\partial Y_{s}}
也用于表示随机积分。

## 参看
- 彭实戈
- 伊藤清
- 确定性模型
- 伯努利过程
- 随机过程
- 布朗运动
- 马可夫过程
- 莱维过程